# Toshiko Ezaki
Toshiko Ezaki( 江崎 とし子, Ezaki Toshiko ) es una cantante J-Pop de nacionalidad japonesa, muy conocida por colaborar en la banda sonora de Pokémon con dos de sus interpretaciones.

## Biografía
Además de sus propias canciones, ha hecho duetos y coros al lado de la cantante y artista de voz, Mika Nakashima.

## Álbumes
- 1.- "Apple tea" （1999）
- 2.- "Spices" (2004）
- 3.- "Musk" (2005)
- 3.- "Eight Children" (2008)

## Sencillos Conocidos
- 1.- Soko ni Soraga Aru Kara ( そこに空があるから ). Ending de Pokémon Advanced Generation.
- 2.- Smile ( スマイル Sumairu ) También Ending del Anime Pokémon Advanced Generation.